# آسترو
آسترو (به انگلیسی: Astro) شرکت رسانه‌های گروهی مالزیایی است، که در زمینه فیلم‌سازی، مدیریت کانال‌های تلویزیونی، ارائه سرویس‌های تلویزیون پولی، چاپ و نشر مجلات، پویانمایی رایانه‌ای، خدمات رادیو و تلویزیون ماهواره‌ای فعالیت می‌کند.
شرکت آسترو در سال ۱۹۹۶ تأسیس شد و در حال حاضر دارای عملیات در منطقه آسیای جنوب شرقی می‌باشد و به‌عنوان بزرگترین ارائه‌دهنده خدمات رادیو و تلویزیون در مالزی شناخته می‌شود.
دفتر مرکزی این شرکت در پارک فناوری شهر کوالالامپور قرار دارد و بخشی از سهام آن در بازار بورس مالزی معامله می‌شود.